# Колледж Трумэна
Колледж Гарри Трумэна (англ. Harry S Truman College), обычно называемый Колледж Трумэна (англ. Truman College; ранее Колледж Мэйфэр, англ. Mayfair College) — представляет собой часть городских колледжей Чикаго и предлагает несколько двухлетних степеней образования, а также профессиональное обучение в ряде областей.
Колледж располагается на Уэст-Уилсон-авеню (англ. West Wilson Avenue), 1145 в районе Аптаун, он был назван в честь президента США Гарри Трумэна, выдвинутого на пост вице-президента на Национальном съезде Демократической партии 1944 года на стадионе в Чикаго. Трумэн, выдвинутый кандидатом от Демократической партии Франклина Рузвельта, был сторонником создания государственных колледжей и университетов.
Колледж Трумэна — крупнейший из городских колледжей Чикаго, в котором ежегодно обучается более 23 000 студентов, и имеет самую большую программу английского языка как второго и Программу общеобразовательного развития в штате Иллинойс.

## История
В средней школе Амундсена в 1956 году была вечерняя школа, предлагающая двухгодичную программу обучения в колледже для района Чикаго Норт-Сайд. Это было результатом протеста общественности по поводу двухгодичного колледжа для экономически неблагополучных районов к северу от центра Чикаго. Заинтересованные в более постоянной ситуации для программы, лидеры сообщества приобрели кампус бывшей начальной школы в 1961 году и зачислили 4000 учеников в дневные и вечерние классы. Дальнейший рост привёл к строительству нынешнего кампуса на Уэст-Уилсон-авеню, который открыл свои двери в 1976 году, назвав школу в честь президента США — Гарри Трумэна.
В 2014 году Колледж Трумэна был назван центром городских колледжей Чикаго в области образования, гуманитарных и естественных наук, указывая на то, что колледж Трумэна стал последним городским колледжем, в котором основное внимание уделяется карьере. Колледж для карьеры — это инициатива по установлению партнёрских отношений между колледжами и лидерами отрасли в быстрорастущих областях для устранения дефицита навыков среди рабочей силы Чикаго. В Чикаго ожидается открытие около 40 000 вакансий в сфере образования в течение следующего десятилетия, включая должности в сфере развития детей и преподавания различных предметов, в том числе: иностранные языки, специальное образование, математику и естественные науки.

## Аккредитация
Колледж Гарри Трумэна аккредитован Комиссией по высшему образованию Северо-центральной ассоциации колледжей и школ и одобрен Советом муниципальных колледжей Иллинойса, Иллинойским советом по высшему образованию, Советом штата Иллинойс по образованию и Департаментом образования взрослых, профессионального и технического образования Иллинойса.
Программа сестринского дела Трумэна аккредитована Департаментом профессионального регулирования штата Иллинойс и Комиссией по аккредитации Национальной лиги сестринского дела.
Программа автомобильных технологий аккредитована Национальным фондом образования автомобильных техников / Совершенство автомобильного обслуживания (NATEF). Программа по косметологии аккредитована Департаментом профессионального регулирования штата Иллинойс. Программа развития детей в области социальных наук получила аккредитацию младшего школьного возраста от Национальной ассоциации образования детей младшего возраста (NAEYC).
Колледж Трумэна предлагает кредитные классы для получения степени младшего специалиста: младшего специалиста по искусству, младшего научного сотрудника, младшего специалиста по прикладным наукам, младшего специалиста по искусству в области преподавания и младшего специалиста по изобразительному искусству. В школе также проводятся программы обучения взрослых, учебная программа «Английский как второй язык», а также программа общего образования, эквивалентная аттестату о среднем образовании. Также в Колледже Трумэна предлагаются курсы повышения квалификации для профессионалов.

## Учёба
Колледж Гарри Трумэна предлагает множество программ получения степени младшего специалиста для студентов, стремящихся напрямую начать карьеру, и для тех, кто хочет перевестись в школу, предлагающую степень бакалавра. Также предлагаются разные профессиональные сертификаты.

## Партнёрство Северо-восточного университета Иллинойса
В ответ на нехватку учителей математики и естественных наук в Иллинойсе Колледж Трумэна заключил партнёрское соглашение с Северо-восточным университетом Иллинойса, чтобы предложить возможность обучения на младшего специалиста по гуманитарным наукам по программе подготовки учителей в кампусе Колледжа Трумэна.

## Поп-культура
Колледж Трумэна был показан в романтической комедии 2002 года, номинированной на премию «Оскар», «Моя большая греческая свадьба» по сценарию и с Ниа Вардалос в главной роли, но эта сцена снималась не там.
В первом сезоне телевизионной драмы NBC «Пожарные Чикаго» Леон Круз, которого играет актёр Джефф Лима, поступает в колледж Трумэна.
В пьесе Трейси Леттс «Пончики высшего качества» персонаж Франко учится в колледже Трумэна.